# Ana Paula Connelly
Ana Paula Rodrigues Connelly, da sposata Ana Paula Rodrigues Henkel (13 febbraio 1972), è un'ex giocatrice di beach volley brasiliana.

## Palmarès

### Olimpiadi
- 1 medaglia:
  - 1 bronzo (Atlanta 1996)